# Ulrike Wall
Ulrike Wall (* 3. Februar 1958 als Ulrike Zauner in Linz) ist eine österreichische Politikerin (FPÖ) und Sparkassenangestellte. Wall war von 2009 bis 2021 Abgeordnete zum Oberösterreichischen Landtag.

## Leben
Ulrike Wall besuchte zwischen 1964 und 1968 die Volksschule in Linz und legte 1976 die Matura an der Körnerschule Linz ab. Wall ist seit 1976 als Angestellte der Sparkasse Oberösterreich tätig, wobei sie seit 1986 in der Kundenbetreuung, vorwiegend in der Anlageberatung für Privatkunden aktiv ist.
Ulrike Wall trat 1991 der FPÖ bei und wurde 1997 zur Gemeinderätin von Ahorn gewählt. Nach dem Parteiausschluss des früheren FPÖ-Gemeinderats baute sie die FPÖ-Ahorn neu auf, wobei 2009 eine neue Ortsgruppe gegründet wurde. Von 2000 bis 2002 war sie bereits Mitglied der Landesparteileitung und ist es wieder seit 2004. Seit 2005 ist sie zudem Mitglied der Bezirksparteileitung Rohrbach. Am 23. Oktober 2009 wurde Wall als Abgeordnete zum Oberösterreichischen Landtag angelobt und übernahm im FPÖ-Landtagsklub die Funktion der Bereichssprecherin für Familien, Soziales, Senioren und Frauen. Im Oktober 2021 schied sie aus dem Landtag aus.
Ulrike Wall ist seit 1984 mit Johann Wall verheiratet. Nach dem Hausbau 1993 übersiedelte sie mit ihrem Mann nach Ahorn.

## Auszeichnungen
- 2022: Goldenes Ehrenzeichen des Landes Oberösterreich[1]